# Beziehungen zwischen Malaysia und den Vereinigten Staaten
Die Beziehungen zwischen Malaysia und den Vereinigten Staaten beschreiben das zwischenstaatliche Verhältnis zwischen Malaysia und den Vereinigten Staaten. Seit der malaysischen Unabhängigkeit 1957 unterhalten beide Länder diplomatische, wirtschaftliche und sicherheitspolitische Kontakte. Trotz der insgesamt freundschaftlichen Beziehungen verfolgt Malaysia eine eigenständige, blockfreie Außenpolitik und ist kein formeller Militärverbündeter der USA.

## Geschichte
Die USA erkannten die Föderation Malaya am Tag ihrer Unabhängigkeit (31. August 1957) diplomatisch an. Noch am selben Tag wurde das US-Konsulat in Kuala Lumpur zur Botschaft erhoben und Thomas K. Wright als Geschäftsträger eingesetzt. Bereits vor der Unabhängigkeit unterhielten die USA Konsulate in George Town ab 1918 und in Kuala Lumpur ab 1948. Nach der Gründung Malaysias im September 1963 – der Zusammenschluss von Malaya, Nordborneo (Sabah), Sarawak und Singapur (bis 1965) – akkreditierten die USA ihre Botschafter bei der Regierung in Kuala Lumpur für den gesamten neuen Staat. Während des Kalten Krieges wurden beide Länder durch eine antikommunistische Ausrichtung verbunden. Die Vereinigten Staaten unterstützten Malaysia während der indonesisch-malaysischen Konfrontation 1963–1966, in der Indonesien die Gründung Malaysias bekämpfte. Washington sicherte Kuala Lumpur frühzeitig seine Unterstützung zu, ein US-Beamter erklärte 1963: „Wir stehen voll und ganz hinter Malaysia und haben dies auch gesagt“.  Die USA leisteten diplomatische Rückendeckung und militärische Hilfe, während Großbritannien als ehemaliger Kolonialmacht die Hauptverantwortung für Malaysias Verteidigung trugen. 1966 stattete mit Lyndon B. Johnson erstmals ein amtierender US-Präsident Malaysia einen Besuch ab. In den folgenden Jahrzehnten entwickelten sich die politischen Beziehungen positiv. Malaysia schloss sich 1967 dem ASEAN an und blieb zugleich ein aktives Mitglied der Blockfreien Bewegung, was eine politisch neutrale Haltung zwischen den Machtblöcken bedeutete.

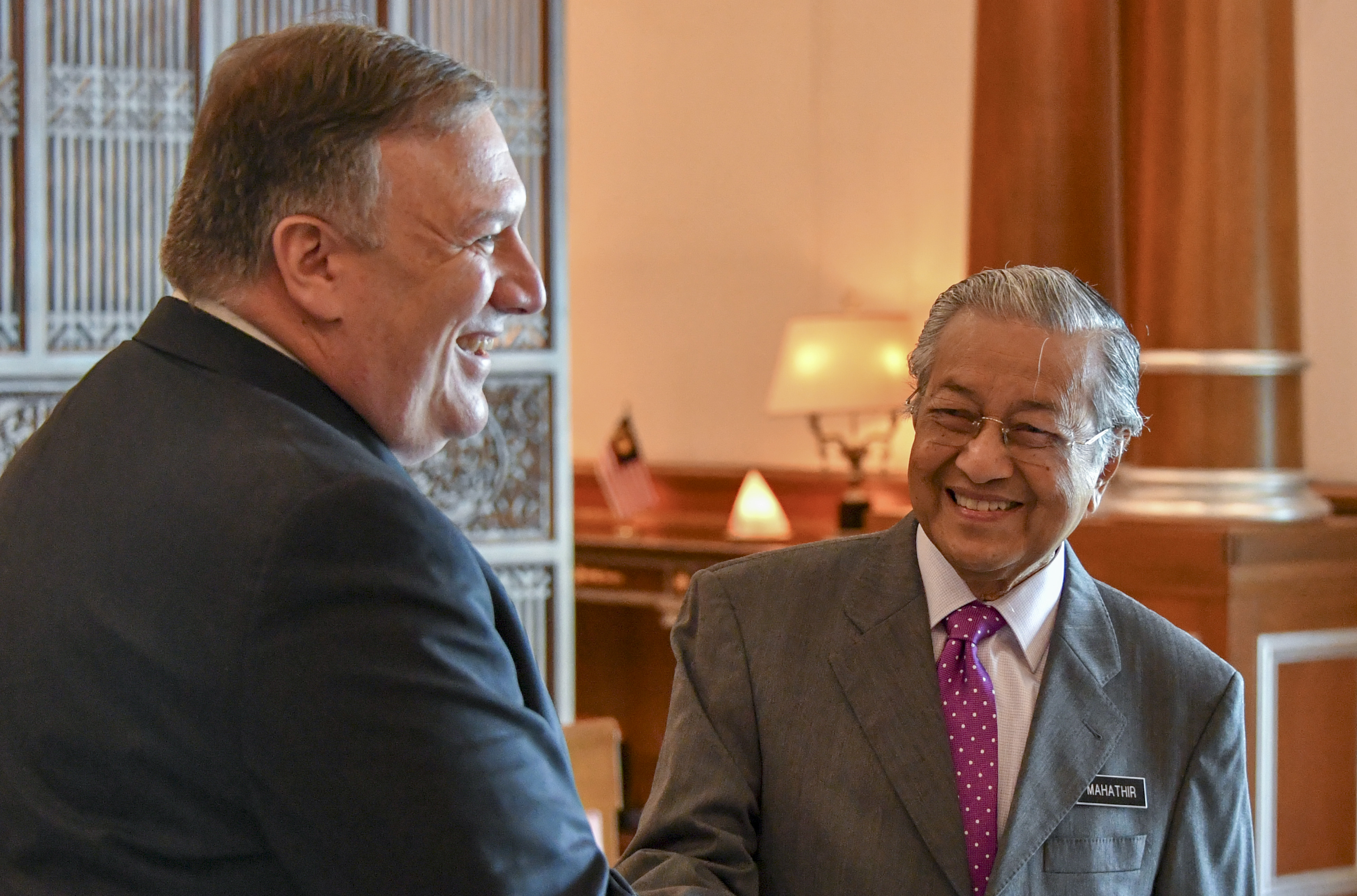
US-Außenminister Mike Pompeo mit dem malaysischen Premier Mahathir bin Mohamad (2018)

Unter dem malaysischen Premierminister Mahathir bin Mohamad (1981–2003) traten zeitweise Spannungen in den bilateralen Beziehungen auf. Mahathir profilierte sich als Kritiker westlicher Politik und verurteilte etwa die Außenpolitik der USA im Nahen Osten und die US-geführte Invasion des Iraks 2003 deutlich. Er machte auch den US-amerikanischen Investor George Soros für die Asienkrise verantwortlich. Auch die Kritik der USA an Malaysias Menschenrechtslage (z. B. im Zusammenhang mit der Entlassung und Verhaftung von Vize-Premier Anwar Ibrahim 1998) belastete zeitweise das Verhältnis. Die Wirtschaftsbeziehungen blieben jedoch eng, und die USA gehörten weiterhin zu Malaysias größten Handelspartnern – auch während Mahathirs Amtszeiten. 2002 wurde ein Malaysia-USA Friendship Council gegründet, um den Dialog zwischen beiden Regierungen und der Wirtschaft zu fördern. Nach Mahathirs Rücktritt verbesserten sich die Beziehungen schnell wieder. Premierminister Najib Razak (2009–2018) suchte eine proaktive Zusammenarbeit mit Washington. Im April 2014 besuchte mit Barack Obama erstmals seit fast 50 Jahren wieder ein US-Präsident Malaysia, was als historischer Meilenstein galt. Najib und Obama verabschiedeten eine gemeinsame Erklärung, welche die bilateralen Beziehungen auf den Status einer umfassenden Partnerschaft (Comprehensive Partnership) hob. 2017 bekräftigten beide Seiten nach einem Besuch von Razak bei Donald Trump in Washington ihre umfassende Partnerschaft und Kooperation.

## Wirtschaftsbeziehungen
Die wirtschaftlichen Beziehungen zwischen Malaysia und den Vereinigten Staaten sind intensiv. Die USA sind einer der größten Exportmärkte für Malaysia (insbesondere für Elektronikgüter, Palmöl, Gummi und andere Rohstoffe), während Malaysia im Gegenzug wichtige Elektronikkomponenten, Maschinen und Flugzeuge aus den USA importiert. Das bilaterale Handelsvolumen wuchs stetig und erreichte im Jahr 2024 rund 80 Milliarden US-Dollar. Malaysia rangierte damit unter den Top-20-Handelspartnern der USA, und die Vereinigten Staaten waren Malaysias zweitgrößter Handelspartner innerhalb der ASEAN-Region (nach Singapur). Die Investitionstätigkeit ist ebenfalls hoch: US-Unternehmen gehören zu den größten Auslandsinvestoren in Malaysia. Seit den 1970er-Jahren haben Firmen wie Intel, Texas Instruments und Western Digital im malaysischen Elektroniksektor Fertigungsstätten aufgebauten. Auch amerikanische Ölmultis wie ExxonMobil oder ConocoPhillips sind in Malaysia aktiv. Insgesamt beschäftigen US-Unternehmen in Malaysia knapp 300.000 Arbeitskräfte.

## Sicherheitspolitische Zusammenarbeit
Beide Länder kooperieren militärisch, ohne jedoch durch einen formellen Bündnisvertrag verbunden zu sein. Es finden regelmäßig gemeinsame Militärübungen statt – zum Beispiel nimmt die malaysische Marine seit 1995 an der jährlichen Übungsreihe CARAT (Cooperation Afloat Readiness and Training) mit der US Navy teil. Die beiden Streitkräfte führen gemeinsame Trainings und Austauschprogramme durch. Zudem beliefern die USA Malaysia mit Rüstungsgütern. Ein Schwerpunkt der Kooperation ist die Terrorismusbekämpfung. Malaysia richtete 2003 das Southeast Asia Regional Centre for Counter-Terrorism (SEARCCT) in Kuala Lumpur ein, das gemeinsam mit den USA betrieben wird, um die Region bei der Bekämpfung von Terrorfinanzierung und Extremismus zu stärken.